# Rada Miasta Gdańska (2024–2029)

## PrezydiumRady Miasta GdańskaIX kadencji (2024–2029)[3]
- Przewodnicząca
  - Agnieszka Owczarczak (Koalicja Obywatelska/Platforma Obywatelska)
- Wiceprzewodniczący
  - Piotr Dzik (Wszystko dla Gdańska)
  - Karol Rabenda (Prawo i Sprawiedliwość)
  - Mateusz Skarbek (KO/PO)[4]

## Działalność Rady Miasta IX kadencji
Sesja inauguracyjna Rady odbyła się 7 maja 2024.
W trakcie IX kadencji funkcjonują 3 kluby radnych: Koalicji Obywatelskiej, WdG oraz PiSu.

## Sesje Rady Miasta IX kadencji[8]
1. sesja – 7 maja 2024 (sesja inauguracyjna)
2. sesja – 16 maja 2024
3. sesja – 6 czerwca 2024
4. sesja – 20 czerwca 2024
5. sesja – 29 sierpnia 2024
6. sesja – 4 września 2024
7. sesja – 26 września 2024
8. sesja – 24 października 2024
9. sesja – 28 listopada 2024
10. sesja – 2 grudnia 2024 (uroczysta sesja)[9]
11. sesja – 12 grudnia 2024
12. sesja – 30 stycznia 2025
13. sesja – 13 lutego 2025
14. sesja – 27 marca 2025
15. sesja – 24 kwietnia 2025
16. sesja – 29 maja 2025
17. sesja – 26 czerwca 2025
18. sesja – 28 sierpnia 2025

## Kluby Radnych[10]
- Koalicja Obywatelska

1. Agnieszka Bartków
2. Łukasz Bejm – sekretarz klubu
3. Kamila Błaszczyk – wiceprzewodnicząca klubu
4. Sylwia Cisoń
5. Żaneta Geryk
6. Anna Golędzinowska
7. Michał Hajduk
8. Beata Jankowiak
9. Krystian Kłos
10. Andrzej Kowalczys
11. Marcin Mickun
12. Agnieszka Owczarczak
13. Jan Perucki
14. Mateusz Skarbek
15. Cezary Śpiewak-Dowbór – przewodniczący klubu
16. Karol Ważny

- Wszystko dla Gdańska

1. Jolanta Banach
2. Wojciech Błaszkowski
3. Katarzyna Czerniewska – przewodnicząca klubu
4. Piotr Dzik
5. Maximilian Kieturakis
6. Marta Magott – sekretarz klubu
7. Marcin Makowski – wiceprzewodniczący klubu
8. Bogdan Oleszek
9. Łukasz Świacki
10. vacat

- Prawo i Sprawiedliwość

1. Piotr Gierszewski – sekretarz klubu
2. Barbara Imianowska
3. Aleksander Jankowski
4. Kazimierz Koralewski – wiceprzewodniczący klubu
5. Przemysław Majewski
6. Karol Rabenda
7. Tomasz Rakowski – przewodniczący klubu
8. Andrzej Skiba

## Radni z podziałem na okręgi wyborcze[11][12]
- Okręg nr 1 (Brzeźno, Nowy Port, Letnica, Przeróbka, Stogi, Krakowiec-Górki Zachodnie, Wyspa Sobieszewska, Rudniki, Olszynka, Orunia-Św. Wojciech-Lipce, Młyniska)

1. Agnieszka Bartków (KO/PO)
2. Katarzyna Czerniewska (WdG)
3. Aleksander Jankowski (PiS)
4. Andrzej Skiba (PiS)
5. Cezary Śpiewak-Dowbór (KO/PO)

- Okręg nr 2 (Śródmieście, Chełm, Ujeścisko-Łostowice, Orunia Górna-Gdańsk Południe)

1. Jolanta Banach (WdG/Nowa Lewica)
2. Kamila Błaszczyk (KO/Nowoczesna)
3. Maximilian Kieturakis (WdG)
4. Przemysław Majewski (PiS)
5. Bogdan Oleszek (WdG)
6. Tomasz Rakowski (PiS)
7. Mateusz Skarbek (KO/PO)
8. vacat

- Okręg nr 3 (Aniołki, Siedlce, Wzgórze Mickiewicza, Suchanino, Piecki-Migowo, Jasień)

1. Piotr Dzik (WdG)
2. Piotr Gierszewski (PiS)
3. Anna Golędzinowska (KO/PO)
4. Michał Hajduk (KO/PO)
5. Beata Jankowiak (KO/PO)
6. Łukasz Świacki (WdG)

- Okręg nr 4 (Wrzeszcz Dolny, Wrzeszcz Górny, Strzyża, Brętowo, VII Dwór)

1. Wojciech Błaszkowski (WdG)
2. Żaneta Geryk (KO/PO)
3. Krystian Kłos (KO/PO)
4. Marta Magott (WdG)
5. Karol Rabenda (PiS)

- Okręg nr 5 (Zaspa-Młyniec, Zaspa-Rozstaje, Przymorze Wielkie, Przymorze Małe)

1. Barbara Imianowska (PiS)
2. Andrzej Kowalczys (KO/bezp.)
3. Marcin Makowski (WdG)
4. Marcin Mickun (KO/PO)
5. Agnieszka Owczarczak (KO/PO)

- Okręg nr 6 (Żabianka-Wejhera-Jelitkowo-Tysiąclecia, Oliwa, Osowa, Matarnia, Kokoszki)

1. Łukasz Bejm (KO/PO)
2. Sylwia Cisoń (KO/Inicjatywa Polska)
3. Kazimierz Koralewski (PiS)
4. Jan Perucki (KO/bezp.)
5. Karol Ważny (KO/PO)

## Radni, którzy zrzekli się mandatu w trakcie kadencji
1. Aleksandra Dulkiewicz (WdG)[a][13]
2. Piotr Grzelak (WdG)[b][14]
3. Piotr Borawski (KO/PO)[c][15]
4. Emilia Lodzińska (KO/PO)[d][16][17][18]
5. Teresa Wasilewska (WdG)[e][19][20]

## Radni, którzy objęli mandat w trakcie kadencji
1. Kamila Błaszczyk (KO/Nowoczesna)[f][21]
2. Żaneta Geryk (KO/PO)[g][22][23]
3. Michał Hajduk (KO/PO)[h][24][25]
4. Krystian Kłos (KO/PO)[i][26]
5. Sylwia Rydlewska-Kowalik (WdG)[j][27]

## Komisje Rady Miasta IX kadencji[28]
- Komisja Strategii, Budżetu i Nadzoru Właścicielskiego

1. Jan Perucki – przewodniczący
2. Wojciech Błaszkowski – wiceprzewodniczący

- Komisja Mobilności i Transportu[29]

1. Marcin Makowski – przewodniczący
2. Michał Hajduk – wiceprzewodniczący

- Komisja Zagospodarowania Przestrzennego

1. Katarzyna Czerniewska – przewodnicząca
2. Marcin Mickun – wiceprzewodniczący

- Komisja Edukacji

1. Andrzej Kowalczys – przewodniczący
2. vacat – wiceprzewodnicząca

- Komisja Klimatu, Środowiska i Ekologii

1. Anna Golędzinowska – przewodnicząca
2. Kamila Błaszczyk – wiceprzewodnicząca

- Komisja Polityki Gospodarczej i Morskiej

1. Piotr Dzik – przewodniczący
2. Beata Jankowiak – wiceprzewodnicząca

- Komisja Bezpieczeństwa, Handlu i Współpracy z Mieszkańcami

1. Karol Ważny – przewodniczący
2. Bogdan Oleszek – wiceprzewodniczący

- Komisja Sportu, Rekreacji i Turystyki

1. Łukasz Bejm – przewodniczący
2. Łukasz Świacki – wiceprzewodniczący

- Komisja Kultury

1. Maximilian Kieturakis – przewodniczący
2. Sylwia Cisoń – wiceprzewodnicząca

- Komisja Polityki Społecznej, Zdrowia i Praw Człowieka[30]

1. Żaneta Geryk – przewodnicząca
2. Marta Magott – wiceprzewodnicząca

- Komisja Rewizyjna

1. Kazimierz Koralewski – przewodniczący
2. Jolanta Banach – wiceprzewodnicząca

- Komisja ds. Skarg, Wniosków i Petycji[31]

1. Cezary Śpiewak-Dowbór – przewodniczący
2. Krystian Kłos – wiceprzewodniczący